# Thanássis Diamantópoulos
Thanássis Diamantópoulos est l'actuel président du Centre national d'administration publique.
Diplômé en droit, en science politique et en psychologie de l'université d'Athènes, Thanassis Diamantopoulos est docteur de l'Université Paris-I (Sorbonne) et professeur de science politique à l'Université de sciences sociales et politiques d'Athènes.
Il a enseigné comme invité à l'Institut d'études politiques de Lille.
Diamantopoulos est l'auteur d'un livre très complet sur les systèmes électoraux, comportant notamment une synthèse très complètes des différents modes d'élection du Président de la République dans plusieurs pays.

## Ouvrages
- Les systèmes électoraux aux présidentielles et aux législatives, Éditions de l'Université de Bruxelles, 2004  (ISBN 2-8004-1339-5)